# Ábær
Ábær (znana również jako Ábær Kirkja) – osada w północnej Islandii, w gminie Akrahreppur, położona w dolinie Austari-Jökulsá. Znajduje się w niej wybudowany w 1922 r. kościół Ábæjarkirkja, zaprojektowany przez znanego islandziego architekta Guðjóna Samúelssona.